# Американо-оманские отношения
Американо-оманские отношения — двусторонние дипломатические отношения между США и Оманом. Отношениям США с Оманом более 200 лет, американские торговые корабли посещали оманские порты с начала 1790 года. Оман стал первым арабским государством, признавшим независимость Соединенных Штатов, отправив эмиссара в 1841 году.

## История
Соединенные Штаты поддерживают отношения с Оманом с ранних лет американской независимости. В 1833 году был подписан Договор о дружбе и навигации между Соединенными Штатами и Султанатом Маскат, что стало одним из первых соглашений такого рода с арабским государством. 20 декабря 1958 года этот договор был заменён Договором о дружбе, экономических отношениях и консульских правах, подписанным в Салале.
С 1880 до 1915 год у США не имелось консульства в Маскате. Интересы США в Омане представлялись американскими дипломатами, прикомандированными в других странах. В 1972 году посол США в Кувейте был аккредитован также в качестве первого посла США в Омане и было открыто посольство США во главе с поверенным в делах. В июле 1974 года первый посол США в Омане занял свой пост. В 1973 году посольство Омана было открыто в Вашингтоне.
В 1980 году отношения США и Омана были расширены путём заключения двух важных соглашений. Одно из них обеспечивало доступ к военным объектам Омана для вооружённых сил США. Другое соглашение создавало совместную комиссию по экономическому и техническому сотрудничеству, расположенную в городе Маскате, чтобы обеспечить экономическую помощь США в Омане. Совместная комиссия продолжала существовать до середины 1990-х годов. С 1973 года по 1983 год действовала программа Корпуса Мира, который помогал Оману в сферах здравоохранения и образования. Команда Федерального управления авиации работала с Департаментом гражданской авиации Омана на возмездной основе, но прекратила сотрудничество в 1992 году.
В марте 2005 года США и Оман начали переговоры по подписанию Соглашения о свободной торговле, которые были успешно завершены в октябре 2005 года. Соглашение было подписано 19 января 2006 года и реализуется на данный момент.
В 1974 и 1983 годах, султан Омана Кабус бен Саид совершил государственные визиты в США. Вице-президент Джордж Буш-старший посещал Оман в 1984 году и 1986 году; краткий визит президента Билла Клинтона состоялся в марте 2000 года; вице-президент Дик Чейни также посещал Оман в 2002, 2005 и 2006 годах.